# 35th Street – Jones/Bronzeville Station
35th Street – Jones/Bronzeville Station est une station du chemin de fer interurbain du Metra à Chicago. En discussion depuis le début des années 1990, les travaux ont commencé en janvier 2009 et doivent se terminer en octobre 2010.

## Description
La station se situe à quelques kilomètres au sud de Downtown Chicago entre les stations du métro de Chicago 35th-Bronzeville-IIT et Sox–35th afin d'offrir une nouvelle correspondance et surtout un nouvel accès au Guaranteed Rate Field (anciennement U.S. Cellular Field), l'Institut de technologie de l'Illinois et le quartier historique de Bronzeville depuis le terminus de LaSalle Street Station des lignes Rock Island du Metra.
Le budget total de 141 millions de dollars est assumé par le fonds fédéral pour le réaménagement des voiries de chemin de fer de l'Illinois.
À son ouverture, la gare est nommée en l'honneur de l'assistante du gouverneur de l'Illinois Lovana S. Jones en fonction pendant 20 ans et décédée en 2006. Cependant, elle est le plus souvent appelée 35th Street ou en forme longue 35th Street Jones/Bronzeville.